# Eulepida tschindeana
Eulepida tschindeana är en skalbaggsart som beskrevs av Louis Albert Péringuey 1904. Eulepida tschindeana ingår i släktet Eulepida och familjen Melolonthidae. Inga underarter finns listade i Catalogue of Life.